# Institut supérieur des sciences de l'éducation
Pour les articles homonymes, voir ISSED.
 (août 2024).
L'Institut Supérieur des Sciences de l'Education (ISSED)
L'Institut est créé par Ordonnance présidentielle en 1992, de la fusion de l'École Normale Supérieure (ENS) et de l'Institut National des Sciences de l'Éducation (INSE). Un décret présidentiel en fixe le statut, la structure et le fonctionnement. Implanté à N'Djaména, c'est un établissement public, administré par un Conseil d'Administration que préside le Ministre de l'Enseignement Supérieur, de la Recherche Scientifique et de la Formation Professionnelle.
Les missions dévolues à l'ISSED sont :
Formation des cadres de l'enseignement élémentaire: Conseillers Pédagogiques Principaux à Orientation Pratique (CPPOP) et Inspecteurs de l'Enseignement Élémentaire (IEE) ;
Formation des enseignants et cadres de l'enseignement secondaire général et technique : Professeurs des CEG et des Lycées, Conseillers Pédagogiques du Secondaire, Inspecteurs de l'Enseignement Secondaire ;
Formation des formateurs de l'ISSED.
L'ISSED est dirigé par un Directeur Général, un Secrétaire Général et un Directeur des Études. Les formations sont assurées au sein de cinq départements :
Département de la Formation des Cadres de l'Élémentaire ;
Département de la Formation des Enseignants et Cadres du Secondaire Général ;
Département de la Formation des Enseignants du Secondaire Technique et Professionnel ;
Département de l'Arabe et du Bilinguisme ;
Département des Stages et de la Formation Continue.
Les enseignants de l'ISSED relèvent du Ministère de l'Enseignement Supérieur, de la Recherche Scientifique et de la Formation Professionnelle et sont répartis dans des sections disciplinaires ou techniques.
L'ISSED est doté de services techniques divers parmi lesquels figurent un Atelier de Conception de matériel didactique non imprimé, une imprimerie scolaire, un service des NTIC.

## Localisation
Situé dans le troisième arrondissement de N’Djamena dans la capitale du pays et la troisième ville la plus peuplée du pays.